# Central nuclear de Vandellòs
El complex nuclear de Vandellòs és una central nuclear que constava inicialment de dos reactors nuclears: Vandellòs I (1967) de tipus GCR i Vandellòs II (1981) de tipus PWR, i que està situat a la població de Vandellòs (Baix Camp). El reactor Vandellòs I va ser tancat el 1989 després d'un incendi en una de les turbines (part convencional) i es troba en procés de desmantellament actualment.
És l'única central nuclear a Catalunya situada al costat del mar (una central nuclear cal que estigui al costat del mar o d'un riu gran), concretament està situada al municipi de Vandellòs i l'Hospitalet de l'Infant, a la Mediterrània. Com que està al costat del mar, es va construir sobre una plataforma de vint-i-un metres d'alçada per a protegir-la d'una eventual pujada d'aigua, tot i que és improbable, per qualsevol causa. També, com la central nuclear d'Ascó, encara que no estigui en una zona de grans moviments sísmics, està dissenyada per a suportar àmpliament el màxim terratrèmol esperable.

## Vandellòs I
Vandellòs I es va construir el 1967 i va començar a produir electricitat a partir del 1972 amb una potència elèctrica de 480MWe, gestionada per l'empresa Hispano-Francesa d'Energia Nuclear, Hifrensa. Es tractava d'un reactor de tipus GCR de tecnologia francesa, que feia servir urani natural com a combustible, grafit com a moderador i diòxid de carboni com a refrigerant del reactor. Formava part de les centrals nuclears més antigues de l'Estat espanyol, dissenyades als anys 60, segons la tecnologia disponible i les normes de l'època, i anomenades de primera generació, grup al qual pertany també la central nuclear José Cabrera.
El 19 d'octubre de 1989 es va declarar un incendi a la zona de turbines de la central, com a conseqüència d'aquest, l'organisme regulador (CSN) va exigir una sèrie de millores importants. L'elevat cost d'aquestes va portar a Hifrensa a aturar l'activitat de la central. El 1990 va rebre l'ordre ministerial del seu tancament definitiu i el seu desmantellament. Entre 1991 i 1997 Hifrensa va gestionar la primera fase de desmantellament, que consistia principalment a desmuntar les instal·lacions que ja no calien i va traslladar a França el combustible gastat emmagatzemat, així com els altres residus. A partir de 1998 ENRESA es va fer càrrec del desmantellament de totes les estructures exteriors excepte el reactor nuclear i el complet confinament d'aquest. El 2003 va concloure aquesta segona fase de desmantellament i es va iniciar el que es coneix com a fase de latència, que consisteix en un temps d'espera de 25 anys per reduir la radioactivitat del reactor nuclear. Encara no s'ha portat a terme la tercera i última fase del desmantellament, corresponent a la retirada del reactor i l'enderroc de tots els edificis que puguin quedar perquè el solar pugui usar-se per a qualsevol mena d'activitat.
Era propietat d'Endesa i Iberdrola.

## Vandellòs II
Vandellòs II es va començar a construir el 1981 i es va acabar el 1987, es va carregar de combustible aquest mateix any i va començar a produir electricitat a partir del 8 de març de 1988, un any abans del tancament de l'altra central nuclear de Vandellòs (Vandellòs I). El seu permís de construcció data de 1980. Es tracta doncs d'una central de tercera generació, com s'anomenen a Espanya les centrals nuclears el projecte de construcció de les quals ha estat autoritzat més tard de 1979, i que per tant segueixen les normes del Pla Energètic Nacional espanyol d'aquest any. Les centrals de tercera generació són les més noves d'Espanya, i només ho són Vandellòs II i Trillo I. Inicialment, Vandellòs II tenia permís per a operar fins a l'any 2020 però aquest podria ser ampliat. Les centrals es construeixen per a un temps d'operació de quaranta anys tot i que aquest es podria ampliar fins als seixanta anys.
És de disseny Westinghouse. La seva potència tèrmica és de 2.940,6 MWt i la seva potència elèctrica bruta de 1.087 MWe, molta més que Vandellòs I per ser de més nova tecnologia. El seu reactor és un reactor tèrmic de tipus PWR, que funciona amb urani, en forma de diòxid d'urani (UO₂), lleugerament enriquit (3%-5%) com a combustible. Conté cent cinquanta-set elements, dels quals cadascun comporta dues-centes seixanta-quatre barres de combustible en matriu 17 x 17. La seva producció bruta és diferent cada any, depenent dels dies que ha d'estar aturada per manteniment i altres factors, sol ser a l'entorn d'entre 5.000GWh i 10.000GWh aproximadament, per exemple, el 2008, va ser de 7.236GWh. El 2009 va ser inferior perquè la producció es va aturar excepcionalment per instal·lar-hi un nou sistema de seguretat. La seva producció mitjana mensual és de 804GWh i la producció bruta acumulada des de març de 1998, quan va començar a funcionar, fins al desembre de 2010 és de 170.908GWh. El factor de càrrega és per tant molt variable també, per exemple el 1998 va superar el 99%, i això li va permetre generar 8.717GWh, mentre que el 2005 només va ser del 51%. En 2008 va ser del 76%.
La dosi de radioactivitat (suma de radioactivitat artificial, a causa de la central i altres orígens antropogènics, i radioactivitat natural, la que surt naturalment sempre del terra) per individu anual de 2008 va ser d'1,96 mSv.
El combustible gastat s'emmagatzema, com se sol fer a moltes centrals nuclears (i en particular a totes les dels Països Catalans), en piscines que es troben dins de la mateixa planta. L'aigua de les piscines serveix per a refrigerar el combustible usat que continua emetent calor residual i com una barrera més de protecció de la radiació que prové del combustible. Els residus de radioactivitat mitjana i baixa es transporten en bidons a la localitat andalusa de El Cabril, on s'emmagatzemen fins que han deixat anar tota la seva radioactivitat i llavors es tracten com a residus normals.
És propietat de l'Associació Nuclear Ascó-Vandellós II, participada en un 72% per Endesa i en un 28% per Iberdrola. Hi treballen unes 300 persones d'aquestes empreses més unes 220 subcontractades, quan funciona normalment. Aquestes darreres poden arribar a ser 800 en les aturades cada 18 mesos planificades de la central.